# 阿波村 (茨城県)
阿波村（あばむら）は茨城県稲敷郡にかつて存在した村である。

## 地理
- 現在の稲敷市の中部、旧桜川村の南部に位置する。
- 村域は台地と平地が入り組む谷戸が多い地形になっている。

## 歴史

### 村域の変遷
- 1889年（明治22年）4月1日 – 町村制施行により、阿波村・神宮寺村・甘田村・四箇村・南山来村・須賀津村が合併し河内郡阿波村が発足。
- 1896年（明治29年）4月1日 – 河内郡は信太郡と合併し稲敷郡が発足。稲敷郡阿波村になる。
- 1956年（昭和31年）9月30日 – 市町村合併により阿波村は消滅。
  - 阿波村の一部（阿波の一部）は東村に編入。
  - 阿波村の残部（阿波の一部を除く）が桜川村に編入。

変遷表
| 1868年 以前 | 1868年 以前    | 明治22年 4月1日 | 明治29年 4月1日 | 明治29年 4月1日 | 昭和31年 9月30日 | 昭和48年    | 昭和53年    | 平成8年 9月1日 | 平成17年 3月22日 | 現在   |
| ----------- | -------------- | --------------- | --------------- | --------------- | ---------------- | ----------- | ----------- | -------------- | ---------------- | ------ |
| 河内郡      | 阿波村         | 阿波村          | 稲敷郡 発足。   | 阿波村          | 桜川村           | 桜川村      | 桜川村      | 桜川村         | 稲敷市           | 稲敷市 |
| 河内郡      | 神宮寺村       | 阿波村          | 稲敷郡 発足。   | 阿波村          | 桜川村           | 桜川村      | 桜川村      | 桜川村         | 稲敷市           | 稲敷市 |
| 河内郡      | 甘田村         | 阿波村          | 稲敷郡 発足。   | 阿波村          | 桜川村           | 桜川村      | 桜川村      | 桜川村         | 稲敷市           | 稲敷市 |
| 河内郡      | 四箇村         | 阿波村          | 稲敷郡 発足。   | 阿波村          | 桜川村           | 桜川村      | 桜川村      | 桜川村         | 稲敷市           | 稲敷市 |
| 河内郡      | 南山来村       | 阿波村          | 稲敷郡 発足。   | 阿波村          | 桜川村           | 桜川村      | 桜川村      | 桜川村         | 稲敷市           | 稲敷市 |
| 河内郡      | 須賀津村       | 阿波村          | 稲敷郡 発足。   | 阿波村          | 桜川村           | 桜川村      | 桜川村      | 桜川村         | 稲敷市           | 稲敷市 |
| 河内郡      | 神宮寺村の一部 | 阿波村          | 稲敷郡 発足。   | 阿波村          | 桜川村           | 桜川村      | 東村 に編入 | 町制           | 稲敷市           | 稲敷市 |
| 河内郡      | 甘田村の一部   | 阿波村          | 稲敷郡 発足。   | 阿波村          | 桜川村           | 東村 に編入 | 東村        | 町制           | 稲敷市           | 稲敷市 |
| 河内郡      | 阿波村の一部   | 阿波村          | 稲敷郡 発足。   | 阿波村          | 東村 に編入      | 東村        | 東村        | 町制           | 稲敷市           | 稲敷市 |

## 人口・世帯

### 人口
総数 [単位： 人]
| 1891年（明治24年） | 2,394 |
| 1920年（大正 9年） | 2,721 |
| 1935年（昭和10年） | 2,893 |
| 1950年（昭和25年） | 3,574 |

### 世帯
総数 [単位： 世帯]
| 1920年（大正 9年） | 555 |
| 1935年（昭和10年） | 545 |
| 1950年（昭和25年） | 617 |

## 交通

### 道路
- 二級国道
  - 国道125号